# Aneguria
Ane San Miguel Crespo, mieux connu sous le nom de scène Aneguria, est une chanteuse et compositrice espagnole. 

## Biographie
Elle vit à Durango jusqu'à l'âge de 7 ans, lorsqu'elle déménage à Bilbao avec sa famille. Elle commence à apprécier le hip-hop à l'âge de 17 ans et à rapper à Deusto. Ses chansons et improvisations se situent quelque part entre le rap et le raggamuffin. Elle collabore avec des musiciens tels que La Basu et Fermin Muguruza. En 2013, elle cofonde Eskina Femenina avec La Basu, une initiative visant à mettre en valeur le travail des femmes dans la culture rap et hip-hop,,,. En plus d'Eskina Femenina, il est l'un des fondateurs des groupes et projets Lapiko KLika et La DolÇe Rima.
En 2015, le rappeur La Basu sort l'album Aire es vida, dans lequel Aneguria participe à la chanson Trakamatraka, et à partir de là, elle est devenue connue de beaucoup plus de personnes. En 2018, il participe aux festivals Bilbao BBK Live et Euskal Herria Sona après avoir remporté le concours Banden Lehia en 2017. Tous ses albums sont auto-produits, à l'exception de Percebe Dana edo ezebez, qui est produit par la Fondation Azkue après avoir remporté le concours Banden pehia.

## Discographie

### Albums studio
- 2017 : Horchata de Chufa
- 2018 : Frambuesas y palomitas
- 2018 : Percebe « Dana edo ezebez »

### EP
- 2020 : Hemen eta orain (EP)

### Clips
- Irrikitan feat kruger
- Kumbaya
- Umore txarrean

### Apparitions
- BBK Live Bilbao 2018[9]